# Laguna Chasicó
Chasicó es una laguna ubicada en el sudoeste de la provincia de Buenos Aires, Argentina ubicada en el partido de Villarino, a unos 700 km de la ciudad de Buenos Aires a través de la RN 3 y RN 22, a unos 80 km de Bahía Blanca.
El área está definida como Reserva Natural Provincial de Objetivos Definidos Mixtos por Ley Provincial, dependiente de la Dirección de Recursos Naturales de la Provincia de Buenos Aires.
Esta laguna es buena para pescar pejerreyes de todos los tamaños y en cantidad ética.

## Características
Esta inmensa laguna tiene una superficie total de 12 000 hectáreas. Con una profundidad media de 10 metros y una máxima de 16. Sus costas son bajas e inundables. Hay infinidad de bahías que son buenas para capturar enormes pejerreyes que esta atesora.
También hay 3 islas, la más grande, Quebrada del hacha, está sobre la costa este; Los Peludos al sureste y Los Pinos al norte.
Esta laguna está muy cuidada, por eso el Embudo y el Vivero están vedados y no se puede ingresar.
Sus mejores puntos de pesca son: La quebrada del hacha, los rastros, el vivero, el embudo, el medio, los tamariscos, las cotorras, la bahía de Ibarburen, entre otros.

## Pesca y temporada
Desde el 1.º de diciembre hasta el 31 de agosto se permite la pesca todos los días con un cupo máximo de 40 pejerreyes por día por pescador.
Y en temporada de veda que va desde el 1.º de septiembre hasta el 30 de noviembre se permite la extracción de 30 piezas por día por pescador. Y solo se puede pescar los viernes, sábados, domingos y feriados.
Cuando comienza la temporada la pesca es dispar, el frío la plancha bastante, y con el comienzo del calorcito (primavera) la pesca se torna magnífica y con portes que sorprenden hasta al más experimentado.
- Datos: Q5969007